# ティエール
ティエール (Thiers) は、フランス中部、オーヴェルニュ＝ローヌ＝アルプ地域圏ピュイ＝ド＝ドーム県にある、人口1万3千人あまりの町である。工業都市で、ドイツのゾーリンゲンと並ぶ刃物の町として知られており、また県東北部の政治・経済の中心地になっている。
とくに、世界最高のソムリエナイフとして知られる、「シャトー・ラギオール」を生産するSCIP社など、洗練されたデザインの刃物・金物・食器などを生産している。